# میخاو شلیوینسکی
میخاو شلیوینسکی (اوکراینی: Михайло Сливинський؛ زادهٔ ۵ فوریهٔ ۱۹۷۰) قایقران کانو اهل لهستان است.